# 舊金毘羅大芝居
34°11′4.7″N 133°49′4.9″E / 34.184639°N 133.818028°E

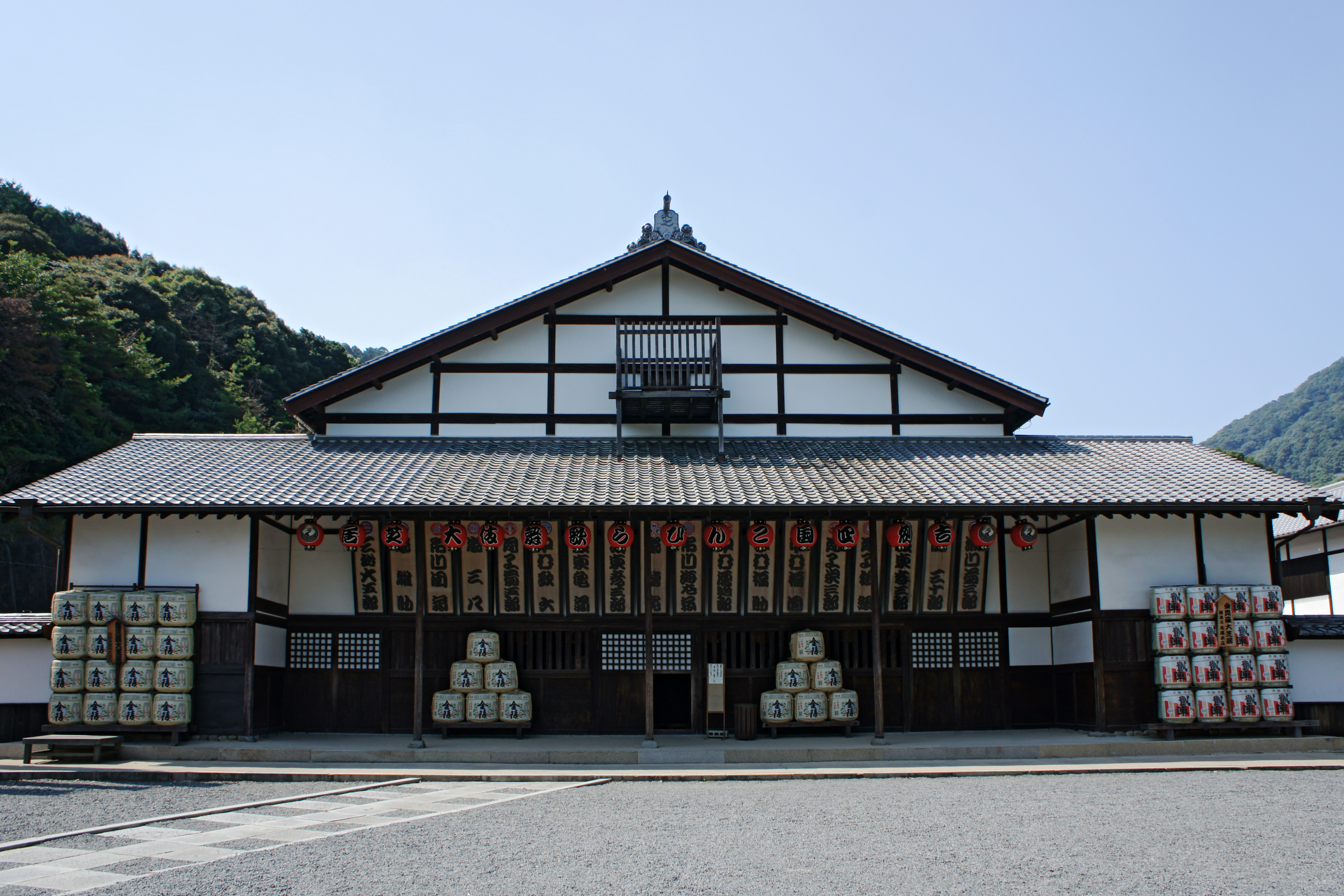
舊金毘羅大芝居正面外觀

舊金毘羅大芝居，別名金丸座，是位於日本香川縣仲多度郡琴平町的歌舞伎劇場（芝居），於1836年完工，是目前日本現存最古老的歌舞伎劇場，現已被列為日本國家重要文化財。劇場最大觀眾人數為740人，建築面積為1,161(1樓：850、2樓：311)平方公尺。
現每年春天會舉辦「四國琴平歌舞伎大芝居」的歌舞伎公演。

## 歴史
芝居位於金刀比羅宮的門前町，自江戶時代就有大量的參拜者聚集，並盛行芝居、相撲等活動，因此參考當時大坂道頓堀的芝居，於1835年開始興建，1836年完工。最初的位置位於金刀比羅宮参道和金倉川交會處附近（現為琴平町立歷史民俗資料館）。
從明治時代以後，芝居曾先後改為「稻荷座」、「千歲座」、「金丸座」，甚至被做為電影院使用，後又因使用率不佳而廢棄。但因為為自江戶時代留下的傳統劇場建築，在1953年11月一度被香川縣列為縣級「重要文化財」，但後續復元工作未能有效持續，1964年被香川縣從「重要文化財」名單中移除。1970年再次被日本列為國家重要文化財，且考慮到原位置緊鄰週邊建築，有受週邊火災波及的風險，決定自1972年開始同時進行遷移及修復工程，1976年3月完成遷移至現址（琴平町乙1241番地）並完成修復，此後並恢復為日式劇場使用，定期舉行公演。

### 年表
- 1835年10月：開始動工，於隔年完工。
- 1953年11月：被列為縣級重要文化財。
- 1964年：被移出縣級重要文化財。
- 1970年6月：被列為國家重要文化財，名稱使用舊金毘羅大芝居。
- 1972年：開始遷移復元工程。
- 1976年3月：遷移復元工程完工。
- 2003年9月：「平成大改修」工程開始。
- 2004年3月：「平成大改修」工程完成。

## 內部設備

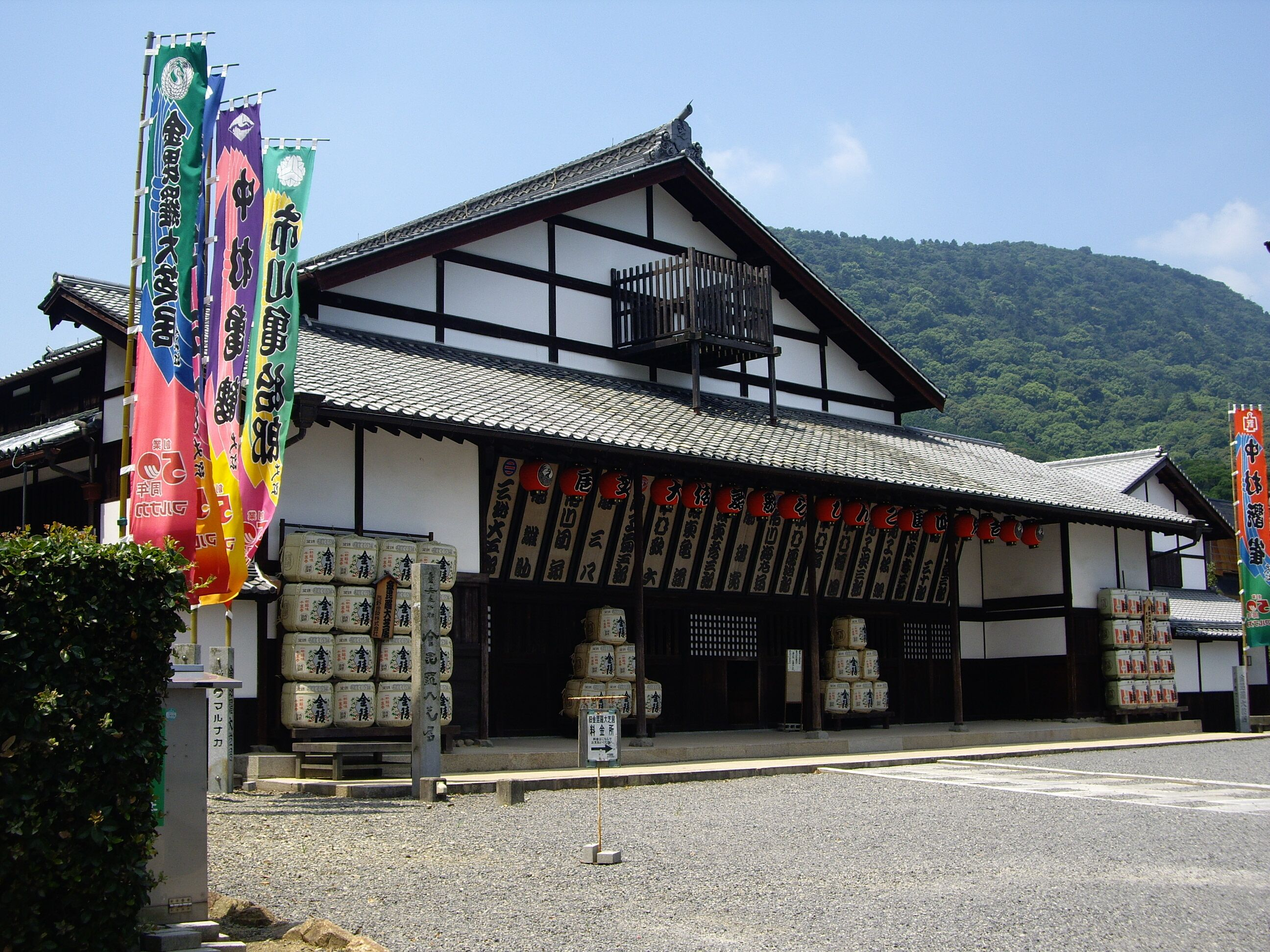
舊金毘羅大芝居正面外觀

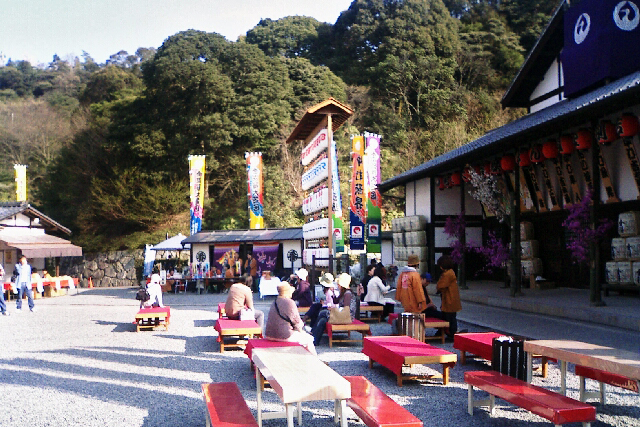
舊金毘羅大芝居前方廣場

### 舞台裝置
- 花道
- 鳥屋
- 仮花道
- 切穴
- 奈落
- 廻轉舞台
- 迫り
- 空井戸
- 明かり窓
- 顔見世提燈
- ブドウ棚

### 後台
- 座頭部屋
- 頭取部屋
- 女形部屋
- 中軸部屋
- 大部屋
- 床山部屋
- 衣装方部屋
- 樂屋番控
- 樂屋風呂
- 廁所

## 拍攝使用
電影
曾在此攝影取景的電影包括：
- 「阿修羅城之瞳」 - 電影內設定為江戶的芝居小屋。
- 「最後的忠臣藏」 - 電影內設定為京都的竹本座。

其他
- 2006年9月11日撥出的動畫『名偵探柯南 (動畫)』第452話「金毘羅劇場怪人」以此做為故事主要舞台。

## 外部連結
- （日語） 四國琴平歌舞伎大芝居官方網頁 （页面存档备份，存于）